# Fattigvård i Sverige
Fattigvård var i Sverige den benämning som fram till januari 1957 användes för att beskriva omsorg för personer som inte kunde försörja sig själva. Det kunde till exempel handla om fattiga, äldre och sjuka. Från och med januari 1957 ersattes ordet fattigvård med socialhjälp.

## Historia

### Den tidiga fattigvården
Medvetenhet om plikten att ta hand om dem som inte kunde försörja sig själva uppkom i samband med att kristendomen fick allt större inflytande i Sverige under medeltiden. Fattigvården under medeltiden stod under kyrkans ledning då kyrkan inpräglade att det är en kristen plikt att vara barmhärtig. Den vanligaste formen av fattigvård under medeltiden var allmosor, alltså gåvor som skänktes åt de fattiga i samhället. Inom kyrkans regi fanns även vissa anstalter för de behövande. Dessa finansierades av fattigtiondet, en särskild del av tiondet som var skapad för de behövande.
Detta system behölls i stort även efter reformationen. 1642 års tiggareordning organiserades sedan Sveriges fattigvård fram till 1847 års fattigvårdförordning.

### Klassificeringar inom fattigvården
Den första regleringen av kommunal fattigvård infördes i samband med 1763 års förordning om hospital och barnhusinrättningarna i Sverige. I samband med förordningen fastslogs det att varje socken hade skyldighet att måna om sina egna fattiga. Ända sedan Gustav Vasas tid hade staten haft ansvaret för den sociala hjälpverksamheten men efter förordningen 1763 behöll de enbart ansvaret för en del av barnavården. Det hände emellertid att kommunerna använde sig av olika strategier för att minska socknars inflytande. Detta skedde genom olika klassificeringsregler som överlät ansvaret för de fattiga till jordägaren vars mark de residerade. De klassificeringsregler som användes varierade såväl i innehåll som till antal. Exempelvis användes kategorin ”mest usla” som även betecknades ”värdiga”. De som fick denna beteckning var de gamla, ”handikappade”, de med obotliga sjukdomar och små, hjälplösa barn. Två övriga kategorier som användes var ”mindre usla” och “arbetsdugliga”. Dessa skilde sig från de “mest usla” som var en hospital klass, alltså en klass vars medlemmar hade rätt till hjälp på hospital medan de “mindre usla” ansågs friska nog att arbeta. De som ansågs vara arbetsdugliga men ej villiga att arbeta hamnade i kategorin ”ovärdiga”. När en individ sökte hjälp klassificerades den sökande till någon av ovanstående kategorier.

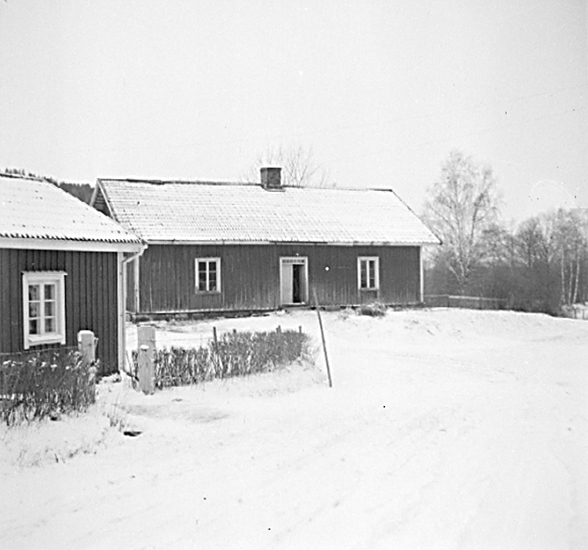
Varnhems sockens fattighus

### Reglerande lagar
Fram till 1982 fanns tre lagar som styrde socialvårdens verksamhet: nykterhetslagen, socialhjälpslagen och barnavårdslagen. Den äldsta av dessa lagar var socialhjälpslagen, vilken hade sina rötter i 1800-talets tidiga fattigvård. Dessa tre lagar var kvar i sin ursprungliga form fram till 1982. Den förordning som infördes 1763 kom att kritiseras och 1809 framfördes ett förslag om en lagstadgad fattigvård för hela Sverige. Förslaget infördes 1847 och 1847 års fattigvårdförordning blev den första fattigvårdsförordningen i Sverige. I denna förordning bestämdes det att varje socken skulle ha en fattigvårdsstyrelse med en verkställande ordförande. Förordningen kompletterades ytterligare 1853 med ett tillägg kallat hemortsrätten. Detta innebar att rätten till fattigvård endast skulle gälla de egna medborgarna i kommunen och med denna förordning blev fattigvården en obligatorisk uppgift för kommunerna.

### Förordningar för omorganisering
Under 1860-talet skedde en rad missväxter vilka ledde till ökad fattigdom. Detta i sin tur resulterade i ökade kostnader för fattigvården. På grund av de ökade kostnaderna uppstod ett behov av förändring i lagen om fattigvård och detta i samband med ett allmänt missnöje ledde till att det under 1871 tillkom en ny lag. Tidigare hade de fattiga haft rätt till att överklaga hos länsstyrelsen om de inte ansåg att de fick tillräckligt med hjälp. Denna rättighet togs bort i samband med 1871 års fattigvårdförordning och samtidigt skar man ner på fattigvårdens resurser i och med den ökade fattigdomen. Den nya förordningen innebar begränsningar gällande vilka kategorier som kommunerna hade skyldighet att hjälpa. De kategorier som föll under denna lag var de minderåriga och sinnessjuka men även de som led av ålderdom, de handikappade och de som led av kroppssjukdom. Kategorin som skulle få obligatorisk hjälp var de som blev klassificerade som de ”mest usla” i 1829 års förordning. Sökande som platsade i de övriga kategorierna fick kommunerna själva besluta om de skulle hjälpa eller avstå.
1906 genomfördes en fattigvårdskongress, efter vilken en reformering av fattigvårdsförordningen föreslogs. Det huvudsakliga förslaget bestod av en klarare rättslig tillämpning av lagen, samt precisering av fattigvårdens mål och hur dessa skulle uppnås.

### Tiggeri förbjuds
Från om med 1847 års fattigvårdförordning blev tiggeri förbjudit enligt lag. Detta för att begränsa personers egen försörjning genom att be om hjälp. Innan dess hade enskilda gåvor till de fattiga (almosor) setts som fattighjälp. Beslutet att förbjuda fattigvård var på grund av de gemensamma finansieringsmedlarna. Samtidigt som lagen fastslogs började tiggeri ses som olagligt och något som borde bestraffas och kontrolleras.

## Strukturering av fattigvård

### Förebyggande av fattigvård
Fattigvården behövdes av många och tog hand om såväl gamla som sjuka i samhället. Enligt de liberala reformatorerna var det viktigt att förebygga behovet av fattigvård och därmed ansågs bevarandet av människans försörjningsförmåga vara kritisk. Fattigvården kunde vidta förebyggande åtgärder genom att hjälpa till innan nöden blivit för stor och människor fick även ta del av medel för att minska deras behov av stöd. Meningen med dessa åtgärder var att förebygga individens beroende av understödet. CSA:s fattigvårdskommitté menade att understödet riskerade att ha en negativ inverkan på människors arbetsmoral. Vidare menade de att det var bättre att stat och kommun beredde arbete åt de arbetsföra individerna som var i behov av hjälp.

### Den öppna fattigvården – understöd i hemmet
Om en individ inte ville eller kunde försörja sig själv kunde fattigvården hjälpa till med understöd. Detta kunde dels ske genom uthyrning eller genom att individen togs in på anstalt eller understöd i hemmet. Enligt fattigvårdslagstiftningskommitténs undersökningar var den absolut vanligaste formen av stöd understöd i hemmet. År 1910 fick cirka 60% av de som fick hjälp av fattigvården understöd i hemmet. Understöd i hemmet kunde ske i form av kontanter, mat, kläder eller skor. Understödet med kontanter tycktes vara svårast att kontrollera, då pengarna kunde gå till något som fattigvården ansågs vara opassande. I och med 1918 års lag om fattigvård stadgades det att understöd i hemmet ej skulle lämnas till en individ som förorsakat sitt hjälpbehov genom dryckenskap eller till den som inte ville arbeta.

### Den slutna fattigvården – anstalterna

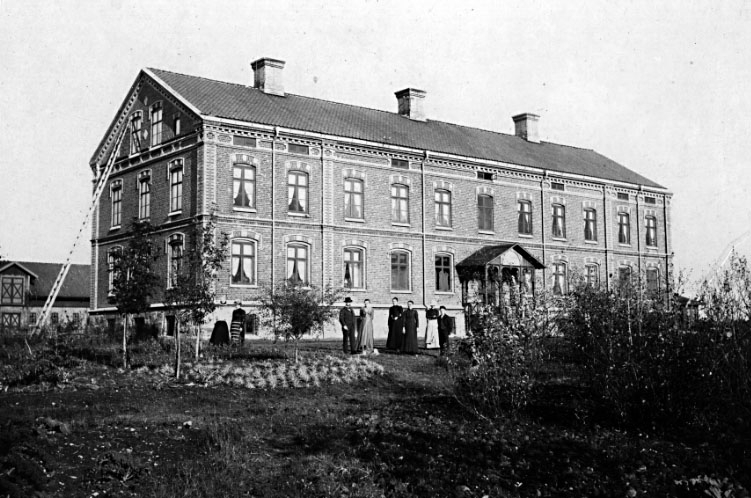
Trollhättans fattiggård 1901

Enligt en undersökning av fattigvårdslagstiftningskommittén 1907 vårdades cirka 25 % av understödstagare i fattigvården på anstalter. Anstalterna varierade men med hjälp av SCB:s klassificeringar framtog man fem benämningar för de olika anstalterna som fanns inom fattigvården: fattiggård, mindre fattigstugor, fattighus, arbetshus och barnhem.

#### Fattiggård
Fattiggårdar var anstalter där de fattiga utförde arbete, ofta inom jordbruk eller annat arbete för kommunen. De fattiga som bodde på anstalten var även under uppsikt och om arbete inte ingick i anstalten räknades det som ett arbetshus.

#### Mindre fattigstugor
Mindre fattigstugor var ofta byggda för andra ändamål än vård.

#### Fattighus
Dessa anstalter hade olika karaktär. Vissa fattighus fungerade som en större variant av fattigstuga medan andra hade vårdpersonal och mathållning.

#### Fattigvården kring sekelskiftet 1900
En undersökning utfördes av fattigvårdsstiftelsen som rörde åren 1906 och 1907 visade att det var en markant skillnad mellan fattigvården på landsbygden och den i städerna. Detta berodde på att lagstiftningen hade olika föreskrifter för land och stad. Enligt lag skulle det finnas en fattigvårdsstyrelse i städerna. På landsbygden utfördes cirka 90 % av fattigvårdsärendena av kommunalnämnden. I de större samhällena och städerna var det svårt för fattigvårdsstyrelsen att hinna med alla ärenden, därför diskuterade man ett införande av ett vårdsystem.

### 1915 – diskussion om en förändrad fattigvård
År 1915 diskuterades det att fattigvården ville bygga ut allt fler anstaltsväsenden. Förslaget som gavs av fattigvårdslagstiftningskommittén var att de ville bygga flera anstalter för enskilda behov, exempelvis skulle vård av de obotligt sjuka ske på en särskild anstalt. Det fanns även en önskan om utbyggnad av ålderdomshem för de äldre och de som ej orkade arbeta. Kommittén ville vidare införa en bestraffande funktion genom att bygga så kallade arbetshus för dem som kunde arbeta men behövde strängare disciplin.

## 1918 års fattigvårdslag
År 1918 års fattigvårdslag flyttade ansvaret för den svenska socialvården till staten. I och med institutionaliseringen förändrades fattigvården men trots detta var anstalterna inte särskilt inbjudande då det fanns ett underliggande strafftänkande.

### Ersättningsskyldigheten
Själva understödet som fattigvården erbjöd skulle ses som ett lån av samhället, för att de individer som tog del av understöd skulle bevara sin självkänsla. För att kunna bevara fattigvården var tanken om att hjälpen var ett lån som skulle återbetalas efter ens egen förmåga en grundläggande pelare och därmed var en viktig punkt i fattigvården.

### Rotegång och fattigauktion
Fattigvården skulle inte vara förnedrande för understödstagarna men den skulle till viss del vara avskräckande. Rotegång var ett sätt för dem som tog del fattigvården att arbeta hos vissa av samhällets medborgare. Detta följdes av ett roterande schema. Fattigauktion, bortauktion och barnauktion var även det en del av fattigvårdens former för att avskräcka. Fattighjon auktionerades ut till de lägstbjudande, det vill säga till dem som inte krävde någon större ersättning av den egna socken/kommunen eller av fattigvårdsstyrelsen. Dessa former av fattigvården sågs som förnedrande av CSA:s fattigvårdskommitté och fattigvårdslagstiftningskommittén. Både rotegång och fattigauktion förbjöds i 1918 års fattigvårdslag.

## Livet för barn/familj

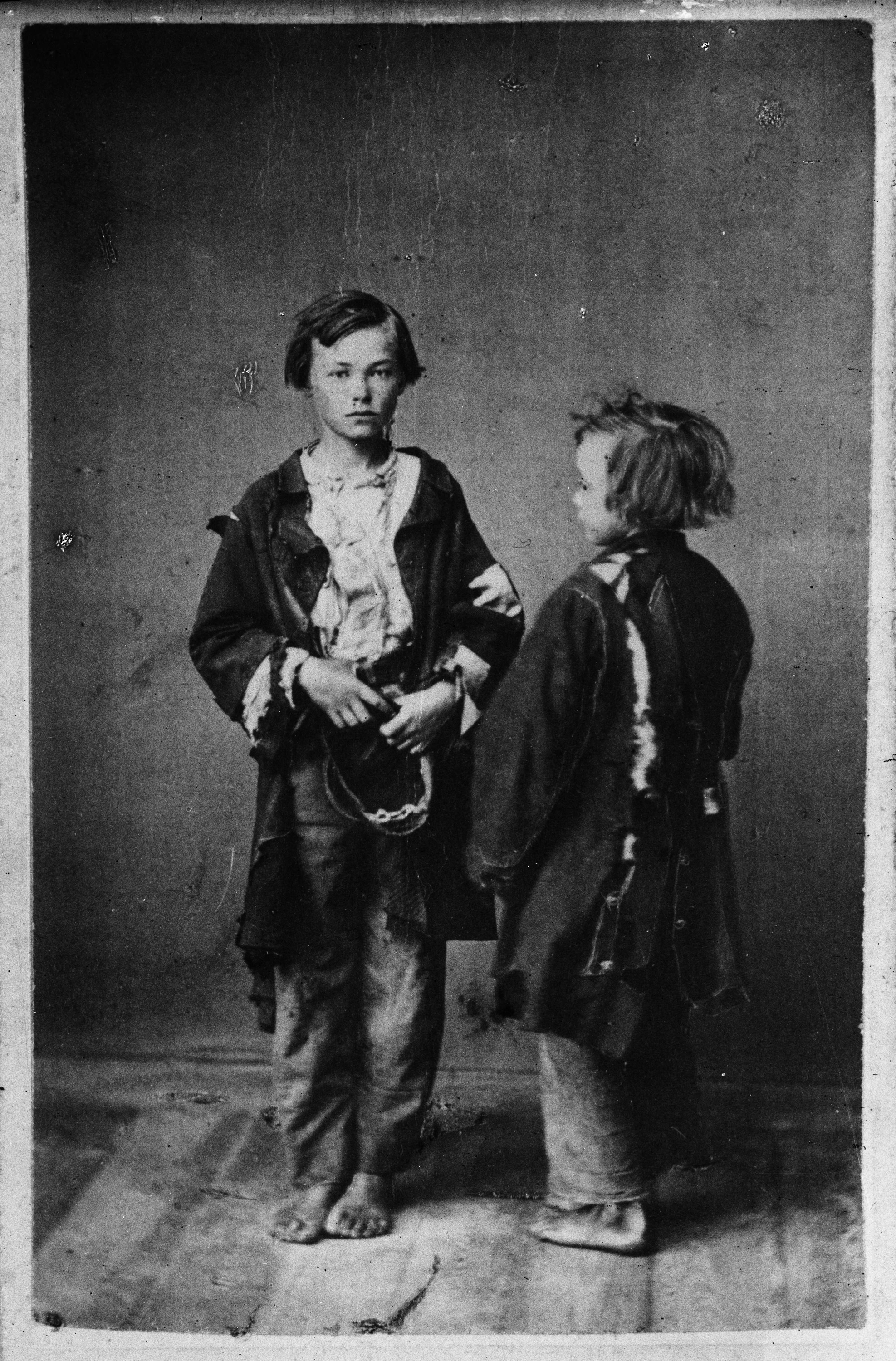
Två av Trasskolans barn

Fattigdom var ofta den enda utvägen för de utomäktenskapliga barnen som föddes åren 1870–1917. Utomäktenskapliga kvinnor och kvinnor med fattiga föräldrar ansågs som mindre attraktiva i fråga om äktenskap, däremot var dessa kvinnor ofta efterfrågade som tillfälliga sexuella partners. Det största problemet för dessa kvinnor var barnafödandet då det slutade med att de blev ensamstående mödrar. Under 1800-talet var männen ofta frånvarande från sina barn både ekonomiskt och socialt, även i gifta familjer. 
Barnhemsplaceringar för fattiga barn var vanligt. Flickorna blev ofta placerade på barnhem om de ansågs vara ”svaga” medan pojkar blev placerade om de hade ”dåligt uppförande”. Det fanns ett antal flickbarnhem i Stockholmsområdet, dessa var små och grundade av välgörenhets- eller religiösa organisationer. I Stockholm fanns ett barnhem kallat ”Allmänna Barnhuset”, där både flickor och pojkar hamnade. De fick i ung ålder lära sig hantverk så att de, vid åtta års ålder, kunde hyras ut till olika företag. Vid Sveriges första barnauktion var efterfrågan på fosterföräldrar större för flickor än för pojkar. Cirka hälften av fosterföräldrarnas ansökningar var för en flicka medan en fjärdedel av ansökningarna var för en pojke.

## Centrala begrepp inom fattigvården
Fattigvårdssamhälle var ett begrepp som användes för att beskriva antingen ett avgränsande område geografiskt eller administrativt. Detta utgjordes antingen av socken på landsbygden, en stad eller kommun. Fattigvårdssamhället skulle strukturera fattigvården med hjälp av ett regelverk.
Hemortsrätten var en viktig punkt inom fattigvården. Denna rätt angav vilket fattigvårdssamhälle som skulle finansiera ens fattigvård. Kravet om hemortsrätt skulle göras i den ort man vistades, men själva fattigvården skulle finansieras av ens ursprungliga hemortsrätt. Hemortsrätten avleddes även till vissa familjemedlemmar, exempelvis tillföll den kvinnan mannen gifte sig med. Barnens hemortsrätt berodde på föräldrarna. En ”äkta” minderårig fick samma hemortsrätt som fadern. Om fadern däremot var död gällde moderns. Moders hemortsrätt gällde även om barnet var ”oäkta”. Om båda föräldrarna var döda gällde samma hemortsrätten som den av föräldrarna som avled sist.